# Gunthorpe (Nottinghamshire)
Pour les articles homonymes, voir Gunthorpe.
Gunthorpe est un village du Nottinghamshire, en Angleterre.